# Happening

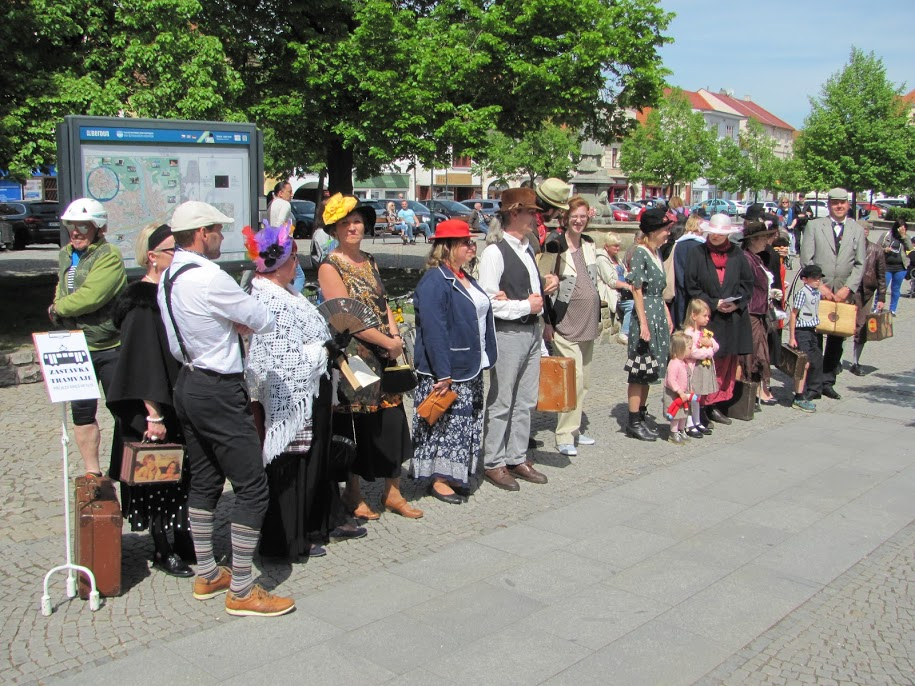
Cestující čekají v Berouně na tramvaj, jež tam nikdy nejezdila

Happening (vysl. hepenynk) je výraz se širší škálou významů. Může označovat mítink, příležitostné mimořádné shromáždění, ale některé slovníky uvádějí jako základní nebo dokonce jediný význam používání netradičních uměleckých forem a prvků (například divadelních, výtvarných nebo hudebních) se záměrem šokovat nebo provokovat diváky a vtahovat je do akce. Databáze současného umění Artlist definuje happening jako „způsob uměleckého výrazu, který se formuje náhodným rozvíjením děje formou inscenované události za účasti umělce i diváků – účastníků happeningu“ a cituje definici Allana Kaprowa, původce termínu, který happening definoval jako „soubor událostí předváděných nebo vnímaných po určitou dobu a na více místech…“

## Definice Romana Týce
Roman Týc v rozhovoru pro Reflex vyjádřil k fiktivnímu výbuchu postoj, který je typický pro mnoho z těchto akcí, o jejichž smyslu mnozí pochybují: „…popis toho, jaký to má význam, jsme nenapsali jako intelektuální teoretickou vizi, ale on se píše sám prostřednictvím médií a diskusí na netu. … My jsme z toho tušili tak dvacet procent. Ale dobré umění by mělo mít více vrstev. Po tom, co se to spustilo, objevilo se najednou plno souvislostí.“ Je typické pro mnoho akcí inspirovaných žánrem happeningu, že jejich obsah a smysl nejsou předem domyšleny a deklarovány původcem, ale dotváří je až následná veřejná diskuse.

## Historie

### USA
Happening jako netradiční a provokující umělecká forma vznikl v 60. letech 20. století v USA.
Za původce termínu je považován Allan Kaprow, který jej použil na jaře 1957 na uměleckém pikniku. V tisku se výraz poprvé objevil roku 1959 v zimním čísle vysokoškolského literárního časopisu Anthologist, který vycházel na Rutgers University.

Jako první představení označované slovem happening bývá uváděno 18 Happenings in 6 Parts Allana Kaprowa, které bylo předváděno v Reuben Gallery v New Yorku v roce 1959. Podobná představení však skupina kolem Kaprowa prováděla již roku 1952. Jako další tvůrci happeningů v USA bývají uváděni například Carolee Schneemann, Red Grooms, Robert Whitman, Jim Dine, Claes Oldenburg, Robert Rauschenberg.
Happeningy a performance jsou metodou blízké surrealismu. Často citovaný výrok francouzského básníka André Bretona: „Nejprostším surrealistickým činem je sestoupit do ulic s revolverem v ruce a nazdařbůh střílet, pokud možno do davu. Kdo neměl alespoň jednou chuť skoncovat tímto způsobem s titěrným systémem obvyklého zhanobování a oblbování, má již v tomto davu své vyznačené místo, a to s břichem ve výši hlavně…“ dochází naplnění zejména ve školním prostředí USA tak často, že v médiích tento fenomén zevšedněl.

### Československo
V Československu uvedli v 60. letech na výtvarnou scénu happeningy především Eugen Brikcius, Milan Knížák, Zorka Ságlová a Olaf Hanel, z mladší generace v 70. letech například Petr Štembera, Karel Miller, Jan Mlčoch, Jiří Kovanda. K happeningům známým převážně jen mezi studenty FAMU přispíval také pedagog Ján Šmok.

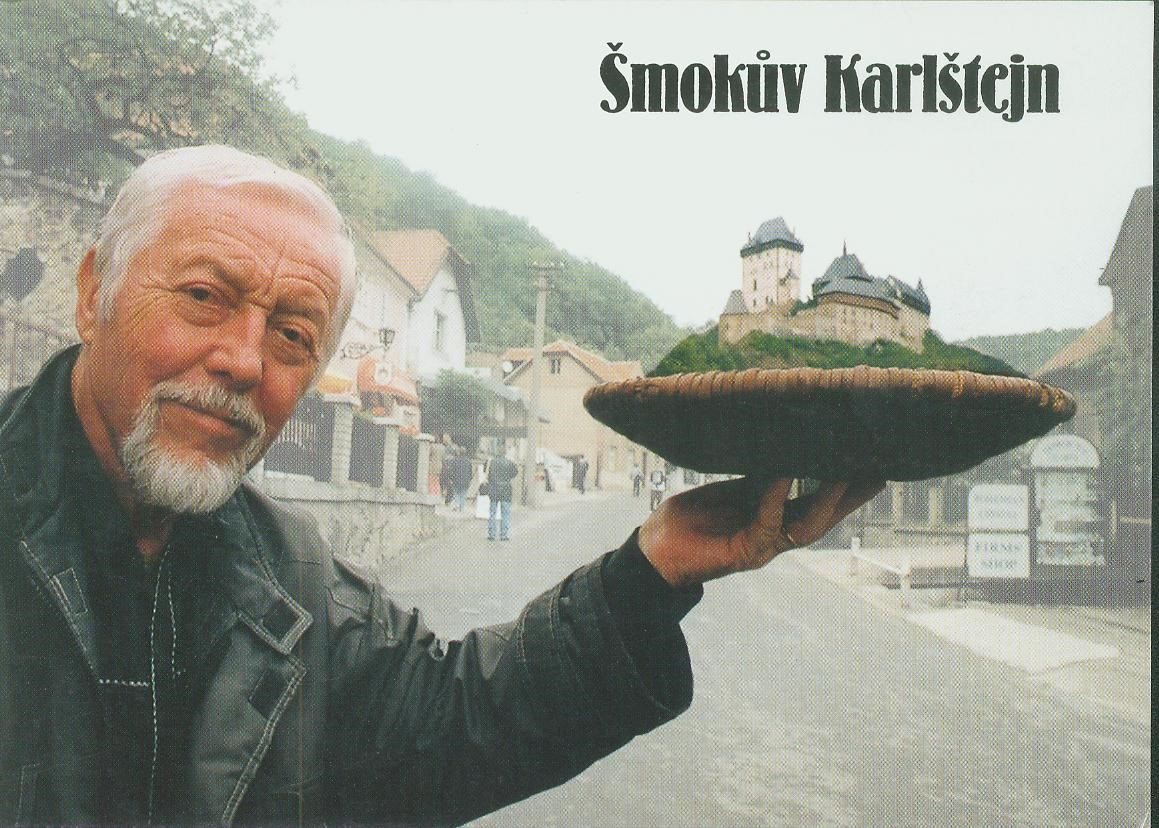
Z reprízy happeninku Šmokův Karlštejn v 80. létech 20. století

Šmok organizoval své happeningy s přáteli v okolí školy, např. na Karlově mostě (např. Prskavky, Nezdvihnutelná postava ad.). Jeho nejznámější akcí byl každoročně od 60. let třetí úterý v červnu opakovaný "Šmokův Karlštejn", ve kterém pokračovali žáci i po smrti svého profesora. Vedle humorného povrchu nesl hlubší poselství odpovídající Šmokově osobní filosofii.
Od 90. let 20. století v Česku na tradici happeningů navázaly akce různých umělců a skupin umělců, z nichž některé bývají částí veřejnosti považovány za pouhé výtržnosti nebo snahy o sebezviditelnění bez umělecké hodnoty. V některých případech umělci své počínání vysvětlují různými osvětovými nebo politickými motivy. Ačkoliv se podobné akce označují různými výrazy (performance, aktivistické umění, politické umění, public-art, politic-art atd.), jde o poměrně ucelené hnutí reprezentované několika málo skupinami a umělci.

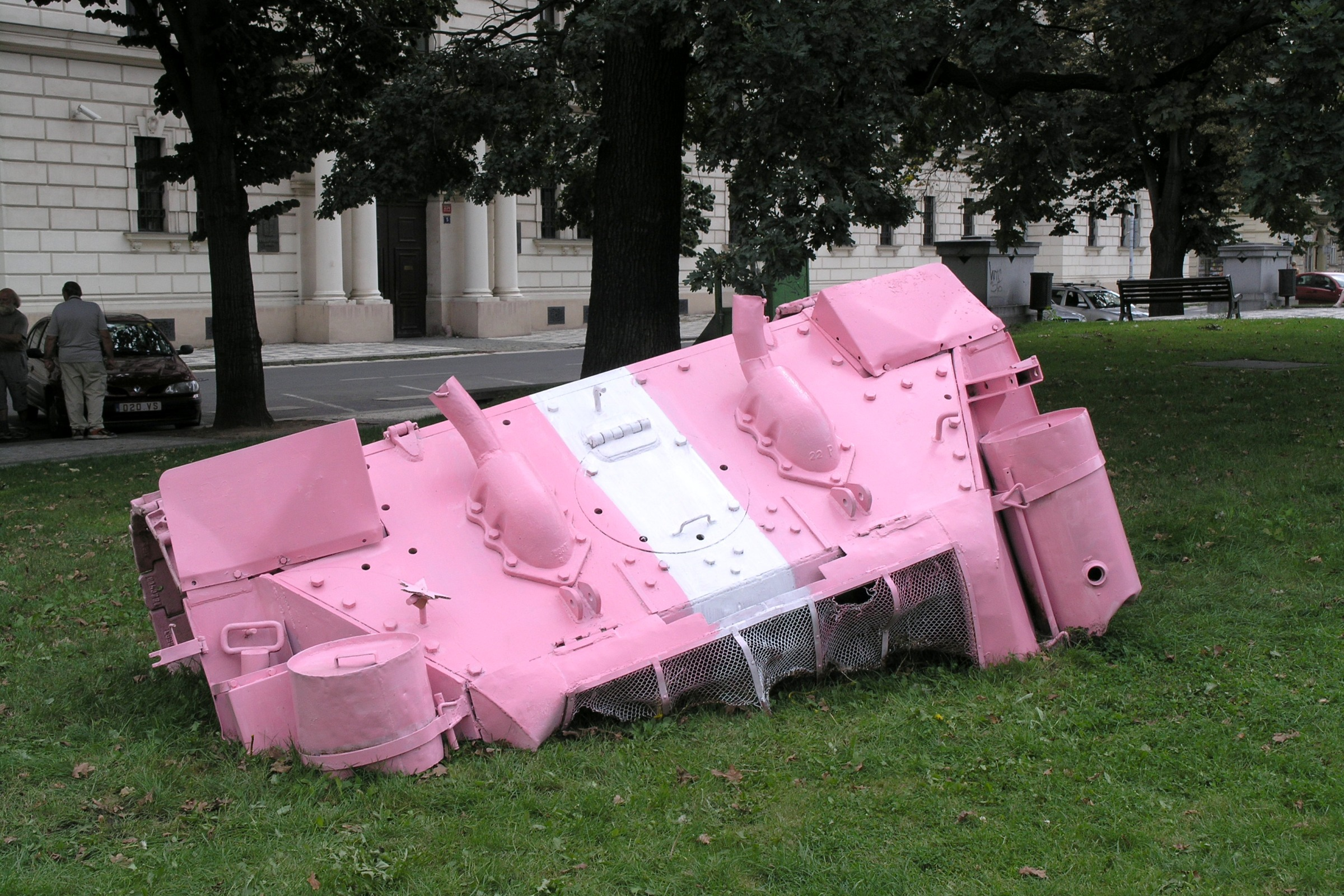
Růžový tank v Praze

Jednou z prvních výraznějších akcí bylo opakované natírání tanku č. 23, který byl umístěn na podstavci jako pomník na náměstí Sovětských tankistů (dnes náměstí Kinských) na pražském Smíchově, narůžovo. Poprvé tank přetřel narůžovo výtvarník David Černý. Poté, co byl tank přetřen na původní, zelenou barvu, jej podruhé narůžovo natřela skupina poslanců Federálního shromáždění. Z náměstí byl později tank odstraněn a v růžovém nátěru vystaven ve vojenském technickém muzeu v Lešanech. V roce 2000 jej muzeum v rámci rekonstrukce exponátu natřelo narůžovo potřetí.
Jako politické či aktivistické bývají prezentovány akce skupin Pode Bal, Guma guar, Kamera skura a Rafani. Pro akce těchto skupin je typické, že jsou obtížně zařaditelné a bývá sporné je označit jak za umění, tak za politické.
Medializovány byly též akce skupiny Ztohoven a její mediálně nejznámějšího člena Romana Týce, například vpašování fiktivního jaderného výbuchu do krkonošských záběrů pořadu Panorama v České televizi 17. června 2007 (za tento počin dostala celá skupina cenu Národní galerie) nebo záměnu několika desítek sklíček v pražských semaforech pro chodce za postavičky v netradičních situacích a pozicích. V roce 2003 v rámci akce Znásilněné podvědomí skupina vyměnila několik set plakátů v reklamních citylightech.
V roce 2003 upravila skupina Ztohoven do tvaru otazníku původní obrovské svítící neonové srdce od Jiřího Davida, jenž nechal prezident Václav Havel umístit na kostelní věž baziliky sv. Jiří na Pražském hradě. Pražský hrad. Roman Týc také pustil do oběhu na internetu hru Seber policajtovi čepici a zmiz! Během povodní roku 2002 Roman Týc sjížděl na voru v Praze Vltavu poté, co mu řeka vyplavila ateliér.

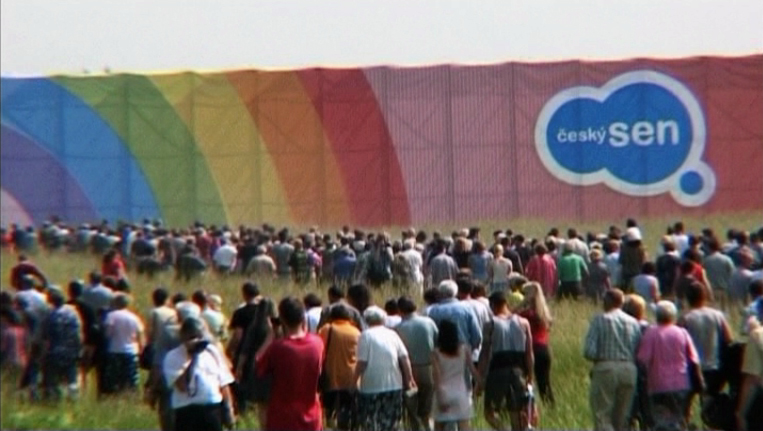
Mystifikace s otevřením hypermarketu Český sen

Do kategorie happeningů lze zařadit i mystifikaci s otevřením hypermarketu Český sen, o této akci natočili původci stejnojmenný dokumentární film.
Magdalena Čechlovská v Hospodářských novinách řadí k podobným akcím angažovaného umění i počínání majora dopravní policie Karola Kočárka, ředitele dopravní policie v Ústí nad Labem, který v roce 2002 na místech tragických dopravních nehod stříkal na vozovku bílé siluety lidí s červeným flekem u hlavy.
Od roku 2011 se v Berouně koná vždy 8. 5. happening Čekání na tramvaj inspirovaný historickou futuristickou pohlednicí.